# Harfleur
Harfleur település Franciaországban, Seine-Maritime megyében. Lakosainak száma 8296 fő (2022. január 1.). Harfleur Le Havre, Montivilliers és Gonfreville-l’Orcher községekkel határos.

## Népesség
A település népességének változása:
| Lakosok száma | 8167 | 8325 | 8501 | 8449 | 8395 | 8349 | 8333 | 8315 | 8296 |
|               | 2013 | 2015 | 2016 | 2017 | 2018 | 2019 | 2020 | 2021 | 2022 |